# Dendriopoterium menendezii
Dendriopoterium menendezii és una espècie de planta de la família de les Rosàcies, la qual pot ser trobada freqüentment però de manera esporàdica a cingles basàltics de Gran Canària, entre els 400 i els 1500 m d'altitud.
És un arbust petit amb fulles glauques i estípules molt grans, com fulles. Les inflorescències són monoiques, amb flors masculines a la part inferior de l'espiga i femenines a la part superior. El fruit és una núcula petita d'uns 2 mm, dura, de color marró i quadrangulada.